# Hans Wolfgang Singer
Pour les articles homonymes, voir Singer.

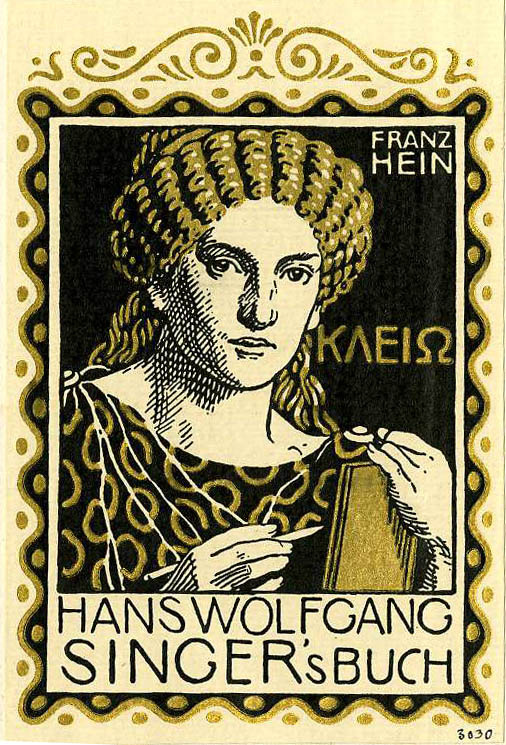
Ex-libris de Franz Hein pour Hans Wolfgang Singer

Hans-Wolfgang Singer (né le 16 septembre 1867 à New York et mort le 30 mai 1957 à Dresde) est un historien de l'art allemand.

## Biographie
Hans Wolfgang Singer est le fils du musicien et compositeur Otto Singer (de) (1833-1894). Il étudie aux écoles publiques et privées de Cincinnati, où il commence ses études à partir de 1883. Tandis que son frère Otto Singer junior (de) (1863-1931), de quatre ans son aîné, devient compositeur, Hans Wolfgang Singer étudie l'allemand et l'histoire de l'art. Après avoir obtenu son baccalauréat ès arts, il étudie quatre semestres à Munich, puis au semestre d' hiver 1888/89 à Berlin et à partir de Pâques 1889 à Leipzig. En 1891, il obtient son doctorat avec la thèse "La tragédie bourgeoise en Angleterre".
De 1891 à 1932, Singer travaille au Kupferstich-Kabinett de Dresde, d'abord en tant qu'assistant de recherche, puis en tant qu'assistant du directeur, puis en tant que conservateur. En 1903, il reçoit le titre de professeur. Singer entreprend de nombreux voyages d'études à travers l'Europe. Il publie des articles sur l'histoire de l'art dans des revues allemandes et anglaises, souvent sous le pseudonyme « L. Tyson".
Jusqu'en 1945, Singer vit dans la villa Art nouveau construite en 1912 au 16 Bergstraße à Wachwitz.

## Publications (sélection)
- Allgemeines Künstlerlexikon. Leben und Werke der berühmtesten bildenden Künstler , umgearbeitete und bis auf die neueste Zeit ergänzte Auflage, vorbereitet von Hermann Alexander Müller. Hrsg. von Hans Wolfgang Singer. Rütten & Loening, Frankfurt a. M. 1895–1901.

- - Band 1: A–F, 1895 (Digitalisat)
  - Band 2: Gaab–Lezla, 1896 (Digitalisat)
  - Band 3: Lhérie–Quitty, 1898 (Digitalisat)
  - Band 4: Raab–Vezzo, 1901 (Digitalisat)
  - Band 5: Vialle–Zyrlein. Nachträge und Berichtigungen, 1901 (Digitalisat)
  - dazu Band 6: Zweiter Nachtrag mit Berichtigungen, 1922 (Digitalisat)

- Allgemeiner Bildniskatalog. 14 Bände, Hiersemann, Leipzig 1930–1936.
- Die Fachausdrücke der Graphik. Ein Handlexikon für Bilder- und Büchersammler. Hiersemann, Leipzig 1933.